# Liste japanischer Keramik- und Töpferwerkstätten
Liste japanischer Keramik- und Töpferwerkstätten (jap. 日本の陶磁器産地一覧, Nihon no tōjiki sanchi ichiran). 
Mit TKH gekennzeichnete Stätten sind vom METI deklarierte traditionelle kunsthandwerkliche Werkstätten, die mit SAB gekennzeichneten gehören zu den Sechs alten Brennöfen(stätten) Japans. Die Enshū nana gama (遠州七窯, etwa: „Enshūs sieben Brennöfen“), die in der Edo-Zeit von Kobori Masakazu (1579–1647, auch Kobori Enshū) aufgrund der hervorragenden Qualität des hergestellten Teegeschirrs ausgewählt wurden, sind mit ESB bezeichnet.
Die Auflistung folgt einer geographischen Anordnung von Nord- nach Süd-Japan. Sie ist untergliedert nach Großraum / Regionen, dann nach Präfekturen, innerhalb der Präfekturen erfolgt eine alphabetische Anordnung.

## Hokkaidō
- Kita Arashiyama (北の嵐山)
- Kobushi-yaki (こぶ志焼)
- Otaru-yaki (小樽焼)

## Tōhoku

### Aomori
- Hachinohe-yaki (八戸焼)
- Tsugaru-yaki (津軽焼)

### Iwate
- Dai-yaki (台焼)
- Fujisawa-yaki (藤沢焼)
- Kajichō-yaki (鍛冶丁焼)
- Kokuji-yaki (小久慈焼)

### Miyagi
- Daigamori-yaki (台ヶ森焼)
- Kirigome-yaki (切込焼)
- Tsutsumi-yaki (堤焼)

### Akita
- Naraoka-yaki (楢岡焼)
- Shiraiwa-yaki (白岩焼)

### Yamagata
- Goten-yaki (碁点焼)
- Hirashimizu-yaki (平清水焼)
- Kami no hata-yaki (上の畑焼)
- Narushima-yaki (成島焼)
- Shinjō Higashiyama-yaki(新庄東山焼)

### Fukushima
- Aizuhongō-yaki (会津本郷焼) (TKH)
- Aizukeizan-yaki (会津慶山焼)
- Nihonmatsubanko-yaki (二本松萬古焼)
- Ōborisōma-yaki (大堀相馬焼) (TKH)
- Sōmakoma-yaki (相馬駒焼)
- Tachimabanko-yaki (田島萬古焼)

## Kantō

### Ibaraki
- Kasama-yaki (笠間焼) (TKH)

### Tochigi
- Koisago-yaki (小砂焼)
- Mashiko-yaki (益子焼) (TKH)
- Mikamo-yaki (三毳焼)

### Gunma
- Jijōji-yaki (自性寺焼)
- Shibutami-yaki (渋民焼)
- Tsukiyono-yaki (月夜野焼)

### Saitama
- Hannō-yaki (飯能焼)

### Tokyō
- Imado-yaki (今戸焼)

## Chūbu

### Niigata
- Anchi-yaki (庵地焼)
- Muramatsu-yaki (村松焼)
- Mumyōi-yaki (無名異焼)

### Toyama
- Etchū Maruyama-yaki (越中丸山焼) (von der Edo- bis zur Meiji-Zeit)
- Etchū Seto-yaki (越中瀬戸焼)
- Kosugi-yaki (小杉焼)
- Sansuke-yaki (三助焼)

### Ishikawa
- Kutani-yaki (九谷焼) (TKH)
- Ōhi-yaki (大樋焼)
- Suzu-yaki(珠洲焼)

### Fukui
- Echizen-yaki (越前焼) (TKH) (SAB)

### Yamanashi
- Nōketsu-yaki (能穴焼)

### Nagano
- Matsushiro-yaki (松代焼)
- Obayashi-yaki (尾林焼)
- Takatō-yaki (高遠焼)
- Tenryūkyō-yaki (天竜峡焼)

### Gifu
- Koito-yaki (小糸焼)
- Mino-yaki (美濃焼) (TKH)
  - Oribe-yaki (織部焼)
  - Shino-yaki (志野焼)
- Shibukusa-yaki (渋草焼)
- Yamada-yaki (山田焼)

### Shizuoka
- Moriyama-yaki (森山焼)
- Shitoro-yaki (志戸呂焼) (ESB)
- Shizuhata-yaki (賤機焼)

### Aichi
- Akazu-yaki (赤津焼) (TKH)
- Seto-yaki (瀬戸焼) (TKH)
- Tokoname-yaki (常滑焼) (TKH)

## Kinki

### Mie
- Akogi-yaki (阿漕焼)
- Banko-yaki (萬古焼) (TKH)
- Iga-yaki (伊賀焼) (TKH)
- Mihama-yaki (御浜焼)

### Shiga
- Hatta-yaki (八田焼)
- Konan-yaki (湖南焼)
- Kotō-yaki (湖東焼)
- Shigaraki-yaki (信楽焼) (TKH)
- Zeze-yaki (膳所焼) (ESB)

### Kyōto
- Asahi-yaki (朝日焼) (ESB)
- Kiyomizu-yaki (清水焼) (TKH)
- Kyō-yaki (京焼) (TKH)
- Raku-yaki (楽焼)

### Ōsaka
- Kikkō-yaki (吉向焼)
- Kosobe-yaki (古曾部) (ESB)

### Hyōgo
- Akōunka-yaki (赤穂雲火焼)
- Izushi-yaki (出石焼) (TKH)
- Minpei-yaki (珉平焼)
- Tamba-Tachikui-yaki (丹波立杭焼) (TKH)

### Nara
- Akahada-yaki (赤膚焼) (ESB)

### Wakayama
- Zuishi-yaki (瑞芝焼)

## Chūgoku

### Tottori
- Inkyūzan-yaki (因久山焼)
- Hosshōji-yaki (法勝寺焼)
- Kazuwa-yaki (上神焼)
- Uradome-yaki (浦富焼)
- Ushino-yaki (牛ノ戸焼)

### Shimane
- Banshōzan-yaki (萬祥山焼)
- Fujina-yaki (布志名焼)
- Hachiman-yaki (八幡焼)
- Iwami-yaki (石見焼) (TKH)
- Mijiro-yaki (御代焼)
- Mori-yaki (母里焼)
- Sodeshi-yaki (袖師焼)
- Shussai-yaki (出西焼)
- Yunotsu-yaki (温泉津焼)

### Okayama
- Bizen-yaki (備前焼) (TKH)
- Hashima-yaki (羽島焼)
- Mushiake-yaki (虫明焼)
- Sakazu-yaki (酒津焼)

### Hiroshima
- Himetani-yaki (姫谷焼)
- Miyajima-yaki (宮島焼)

### Yamaguchi
- Hagi-yaki (萩焼) (TKH)
- Seiri-yaki (星里焼)
- Sueda-yaki (末田焼)

## Shikoku

### Tokushima
- Ōtani-yaki (大谷焼) (TKH)

### Kagawa
- Kamikage-yaki (神懸焼)
- Okamoto-yaki (岡本焼)
- Rihei-yaki (理平焼)

### Ehime
- Rakuzan-yaki (楽山焼)
- Suigetsu-yaki (水月焼)
- Tobe-yaki (砥部焼) (TKH)

### Kōchi
- Nōsayama-yaki (能茶山焼)
- Odo-yaki (尾戸焼)
- Uraharano-yaki (内原野焼)

## Kyūshū

### Fukuoka
- Agano-yaki (上野焼) (TKH) (ESB)
- Futagawa-yaki (二川焼)
- Kamachi-yaki (蒲池焼)
- Koishiwara-yaki (小石原焼) (TKH)
- Takatori-yaki (高取焼) (ESB)

### Saga
- Arita-yaki (有田焼) (TKH) / Imari-yaki (伊万里焼) (TKH)
- Hizen Yoshida-yaki(肥前吉田焼)
- Hizen Ogi-yaki (肥前尾崎焼)
- Karatsu-yaki (唐津焼) (TKH)
- Shiraishi-yaki (白石焼)

### Nagasaki
- Hasami-yaki (波佐見焼) (TKH)
- Mikawachi-yaki (三川内焼) (TKH)
- Utsutsugawa-yaki (現川焼)

### Kumamoto
- Amakusa tōjiki (天草陶磁器) (TKH)
- Koda-yaki (高田焼)
- Shōdai-yaki (小代焼) (TKH)

### Oita
- Onta-yaki (小鹿田焼)

### Miyazaki
- Komatsubara-yaki (小松原焼)
- Tojō-yaki (都城焼)

### Kagoshima
- Satsuma-yaki (薩摩焼) (TKH)
- Tanegashima-yaki (種子島焼)

### Okinawa
- Ryūkyū-yaki (琉球焼)
- Tsuboya-yaki (壺屋焼) (TKH)